# امامزاده رضا (رفسنجان)
امامزاده رضا، امامزاده‌ای در روستای هرمزآباد، بخش مرکزی شهرستان رفسنجان در استان کرمان ایران است.

## جمعیت
این امامزاده در دهستان اسلامیه قرار دارد و براساس سرشماری مرکز آمار ایران در سال ۱۳۸۵، جمعیت آن زیر سه خانوار بوده‌است.